# Pozzi Electa
La Pozzi Electa è un'azienda di filatura cotoniera del bergamasco, fondata dalla famiglia Pozzi nel 1889.

## Storia
Le origini della società vanno ricercate nell'attività industriale dell'imprenditore di Busto Arsizio Pasquale Pozzi, che nel 1858 ereditò gli stabilimenti della ditta del suocero, la Ottolini & Ferrario, situati ad Olgiate Olona e a Busto Arsizio. 
Egli cambiò la ragione sociale della ditta, rinominandola Pasquale Pozzi filatura e tessitura.

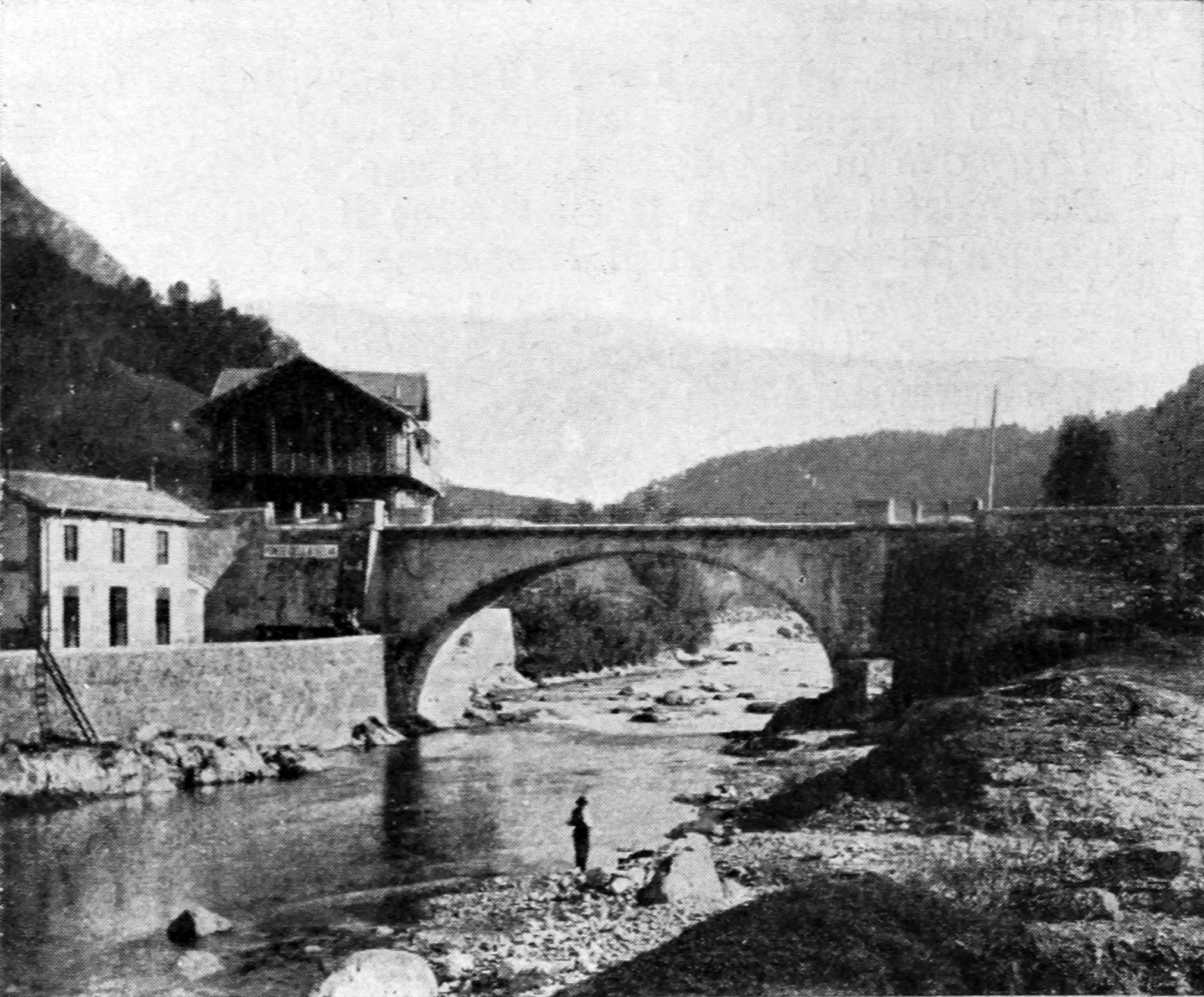
La località di Ponte Selva nell'800

Alla morte di Pasquale Pozzi, la moglie e il figlio Ercole continuarono l'attività industriale; nel 1885 l'impianto di Olgiate venne ampliato, e nel 1889 la tessitura di Busto venne dotata di telai meccanici. Lo stesso anno, il 30 novembre, Ercole e il fratello Pietro si unirono nella nuova società di filatura, tessitura e commercio di cotone Fratelli Pozzi fu Pasquale, intitolata alla memoria del padre, ed acquistarono dei terreni ed un mulino a Ponte Selva, sul fiume Serio; nel 1890 presero definitivamente il controllo della ditta paterna e costruirono l'attuale stabilimento di filatura a Ponte Selva, dove nel corso del tempo fu anche realizzato un piccolo villaggio operaio.
In seguito, Pietro lasciò il controllo dell'azienda a suo fratello Ercole, per aprire una filatura a Novara per conto della Manifattura Tosi. Nel 1899, lo storico stabilimento di Olgiate venne distrutto da un incendio, e in seguito venduto alla tessitura meccanica Amedeo Landini & C; nello stesso anno, Pietro Pozzi si ritirò definitivamente dalla società.
Il 7 febbraio 1907 la ditta cambiò ragione sociale, pur mantenendo nel nome la memoria di Pasquale Pozzi (Società Anonima Fratelli Pozzi fu Pasquale). Nel 1910 venne acquistata una tessitura a Seregno, e in seguito una a Paina.
Nel 1920 nacque la Società Anonima ELECTA (Ente Lombardo per l'Espansione del Commercio Tessile), controllata dalla famiglia Pozzi; in questo modo, nella Anonima Fratelli Pozzi venne separata la attività commerciale da quella industriale. Nel 1929 la ELECTA venne riaccorpata alla vecchia Anonima Fratelli Pozzi, con la nascita del Cotonificio Fratelli Pozzi-Electa.
Dal 1933 al 1956, la famiglia Pozzi perse temporaneamente il controllo del settore tessitura, che venne affittato al Cotonificio Fratelli dell'Acqua.
All'attività dell'azienda parteciparono anche i figli (Pasquale ed Angelo) ed i nipoti (Ercole, figlio di Pasquale, e Luigi, figlio di Angelo) di Ercole Pozzi e i loro discendenti, fino all'attuale quinta generazione.
Negli anni '60 la Pozzi-Electa faceva parte delle "aziende particolarmente qualificate" che commercializzavano le fibre poliesteri Terital, prodotte dalla Rhodiatoce. Negli anni '70 l'azienda risentì delle periodiche crisi del settore tessile, che portarono molti operai della zona a migrare nella zona di Dalmine, per trovare lavoro nell'industria meccanica.
Nel 1995 fu inglobata l'azienda Clusonia di Clusone, (fondata negli anni '60 sempre dalla Famiglia Pozzi, in unione con la famiglia Ferrario). Nel 1997 venne creato un nuovo capannone a Clusone (che si trova nella via intitolata a Pasquale Pozzi). Nel 2008 venne ristrutturata la centrale idroelettrica dello stabilimento di Ponte Selva, il quale rimase però temporaneamente inattivo per alcuni anni.
La produzione continua negli stabilimenti di Ponte Selva (che conserva ancora le originarie mura della fabbrica ottocentesca) e Clusone.